# Hans Jakob von Auerswald
Hans Jacob von Auerswald (né le 25 juillet 1757 au manoir de Plauth (en), arrondissement de Rosenberg-en-Prusse-Occidentale et mort le 3 avril 1833 à Königsberg) est à partir de 1808 président général du paysage prussien (haut président) pour la Prusse-Orientale, la Lituanie et la Prusse-Occidentale, à partir de 1814 uniquement pour la Prusse-Orientale.

## Biographie
Auerswald est issu d'une vieille famille aristocratique de Misnie avec la maison ancestrale du même nom à Auerswalde (aujourd'hui un quartier de Lichtenau), qui est mentionnée pour la première fois dans un document en 1263. Ses parents sont Hans Adolf von Auerswald, propriétaire terrien et capitaine hollandais, et sa femme Henriette Eleonore von Schwandes, fille du lieutenant-colonel anobli Moritz Christian von Schwandes (de).
Il rejoint l'armée prussienne en 1770, étudie à l'université de Königsberg en 1774 et se retire du service militaire en 1783. Entré au service civil en tant qu'assistant d'administrateur, il devient en 1787 membre de la campagne de Prusse-Occidentale, puis directeur de la campagne du département de Marienwerder, est nommé en 1797 président de la chambre de Prusse-Occidentale, transféré en 1802 à Königsberg en tant que président de la chambre de Prusse-Orientale et de Lituanie, promu en 1806 conseiller privé effectif des finances, de la guerre et des domaines et curateur de l'université de Königsberg, puis en 1808 conseiller privé d'État et président supérieur de Prusse-Orientale et Occidentale et de Lituanie.
À ce poste, il joue un rôle remarquable dans les réformes de l'État par Stein et Hardenberg. Lorsque les postes de haut président sont abolis en 1810, Auerswald devient président du gouvernement de Prusse-Orientale et reçoit en 1811 la dignité de Landhofmeister du royaume de Prusse. Afin de favoriser l'essor de la province, il ose, sur les conseils de Stein, convoquer le parlement de l'État en janvier 1813 sans autorisation royale, qui décide de créer la Landwehr et d'engager la lutte de libération. Après avoir travaillé sans relâche pour le bien commun du pays et la prospérité de l'Université de Königsberg, qui est confiée à sa curatelle de 1806 à 1819, il se retire de la fonction publique en 1824 et retourne dans son domaine de Faulen, mais en 1832 il retourne à Königsberg, où il meurt le 3 avril 1833.

## Famille
Il épouse la comtesse Sophie Charlotte Albertine zu Dohna-Lauck (né le 5 avril 1760 et mort le 9 janvier 1831), fille du comte Christoph Belgicus zu Dohna-Lauck (1715-1773). Le couple a plusieurs enfants dont :
- Alfred (1797–1870) mariée avec Franziska Natalie Frey, fille de Johann Gottfried Frey (de)
- Hans Adolf Erdmann (1792-1848), général prussien
- Rudolf Ludwig Caesar (1795–1866) marié avec Adelheid comtesse zu Dohna-Lauck (1795–1859)
- Lydia (1785–1807) marié avec le haut président Theodor von Schön (1773–1856)